# Клоп (балет)
«Клоп» — балет. Либретто Леонида Якобсона по мотивам одноимённой пьесы Владимира Маяковского.

## История создания
Первоначальную заявку на балет на темы Владимира Маяковского Леонид Якобсон подал в дирекцию Ленинградский театр оперы и балета имени С. М. Кирова в мае 1957 года. Балетмейстер планировал масштабный спектакль под названием «Мистерия-Буфф», объединяющий героев многих произведений поэта. К 1960 году замысел конкретизировался: 

«Идея этого произведения подсказана образами Маяковского. Не одним его конкретным произведением, хотя видимую сюжетную основу составляет "Клоп". Но всем строем его стихов, всей гражданской широтой, всем поэтическим охватом времени, всем духом самого современного современника — Маяковского.»— Леонид Якобсон

Композитором, сочинявшим музыку к новому балету, стал Олег Каравайчук. Работал талантливый композитор крайне медленно и клавир балета для включения постановки в план театра ждали много месяцев. Потерявший терпение Якобсон привлёк к работе другого композитора — Георгия Фиртича, который превращал в ноты записанные на магнитофон наброски Каравайчука. На этом этапе подключился дирижёр-постановщик спектакля Юрий Гамалей, исправлявший клавир Фиртича, так как по его мнению, в аранжировке Георгия Фиртича пропадали очень важные для Якобсона «изюминки» Каравайчука. Когда клавир 1-го акта был готов, Леонид Якобсон отнёс его в дирекцию театра для заключения авторского договора. Вот как описывает дальнейшее один из художников спектакля Борис Мессерер: 
«Хочется вспомнить историю, которая имела место быть в момент окончания работы над спектаклем. Дело в том, что музыку к этому спектаклю написал композитор Олег Каравайчук, музыку, на мой взгляд, очень хорошую и выразительную. Но существовал только клавир — партитура не была готова. Каравайчук был известен в музыкальном мире своими скандальными выходками. Исключительно талантливый композитор, но страшно неорганизованный, всегда нарушавший сроки сдачи работ. И в связи с тем, что он не сдал партитуру в срок, Якобсон предложил композитору Фиртичу завершить эту работу. И на афише возникли две фамилии: “О. Каравайчук и Г. Фиртич”. Когда за несколько дней до премьеры Олег узнал об этом, он был безумно возмущен и прислал в театр телеграмму с требованием продлить работу над спектаклем. В своё время я читал эту телеграмму, а сейчас воспроизвожу её по памяти: “Роден четыре раза откладывал сдачу своего Бальзака. Я требую отложить премьеру “Клопа” на четыре месяца. О. Каравайчук”. Театр не мог выполнить это требование, спектакль должен был выйти в назначенный срок. В результате конфликта Олег Каравайчук решил заменить свою фамилию псевдонимом Ф. Отказов. По его требованию на афише спектакля появились фамилии композиторов: Ф. Отказов и Г. Фиртич.»

По мнению исследователя творчества Леонида Якобсона Галины Добровольской, музыка балета, сочинённая «в три руки», мешала восприятию спектакля: 
«... Это сказалось на качестве партитуры: музыка не помогала развитию хореографического действия, а сама нуждалась в организации.»

Якобсон прекрасно понимал это и когда готовил новую, 2-ю редакцию балета «Клоп», уже в собственной труппе «Хореографические миниатюры», то использовал другую музыку — Дмитрия Шостаковича. Музыкальную основу одноактной версии «Клопа» составила написанная Шостаковичем в 1929 году музыка к знаменитому спектаклю Всеволода Мейерхольда. Композитор успел увидеть премьеру балета и написал: «Незабываемый вечер! Мне казалось, что мы с Якобсоном впервые родились в искусстве, и моя музыка звучала по-новому в хореографической интерпретации».

## Действующие лица
- Поэт
- Зоя
- Присыпкин
- Эльзевира Ренесанс
- Папаша Ренесанс
- Мамаша Ренесанс
- Баян
- Смерть
- Матрос
- Боксёр
- Его дама
- Тапёр
- Его дама
- Франт
- Его дама
- Фокстротист
- Его дама
- Певица
- Гулливер
- Лилипуты

## Сценическая жизнь

### Хореографический плакат в 2 актахФ. ОтказоваиГ. Фиртича
24 июня 1962 года — премьера в Ленинградском театре оперы и балета имени С. М. Кирова
Балетмейстер-постановщик Леонид Якобсон, художники-постановщики Андрей Гончаров, Лев Збарский, Борис Мессерер, Татьяна  Сельвинская, дирижёр-постановщик Юрий Гамалей
Действующие лица
- Поэт — Аскольд Макаров
- Зоя Берёзкина — Наталия Макарова, (затем Нинель Петрова)
- Присыпкин — Константин Рассадин, (затем Анатолий Гридин)
- Эльзевира Ренессанс — Нонна Ястребова, (затем Нонна Звонарёва, Ольга Моисеева)
- Папаша Ренессанс — Александр Лифшиц
- Мамаша Ренессанс — Ираида Утрецкая
- Баян — Константин Шатилов
- Смерть — А. А. Миронов
- Боксёр — Ю. С. Мальцев
- Тапёр — Э. Н. Михасев
- Франт — Юрий Умрихин
- Гулливер — Ю. В. Корнеев

Последнее представление 26 мая 1965 года

### Одноактный балет-буффонада на музыкуДмитрия Шостаковича
20 июля 1974 — премьера в Труппе «Хореографические миниатюры»
Автор либретто и балетмейстер-постановщик Леонид Якобсон, художник-постановщик Борис Мессерер, дирижёр-постановщик Тимур Коган
Действующие лица
- Маяковский — Д. О. Вовк
- Зоя Берёзкина — Вера Соловьёва
- Присыпкин — Александр Степин
- Эльзевира Ренессанс — Л. Г. Волкова
- Баян — А. М. Скляров

30 мая 2001 год — возобновление в Мариинском театре
Воссоздание версии Леонида Якобсона — Александр Степин, дирижёр-постановщик Александр Поляничко
Действующие лица
- Маяковский — Дмитрий Корнеев, (затем Николай Наумов)
- Зоя Берёзкина — Екатерина Осмолкина, (затем Ксения Дубровина)
- Присыпкин — Алексей Семенов, (затем Иван Попов)
- Эльзевира Ренессанс — Яна Серебрякова
- Папаша Ренессанс — Сергей Константинов, (затем Григорий Попов)
- Мамаша Ренессанс — Елена Баженова
- Баян — Сослан Кулаев, (затем Роман Скрипкин)
- Боксёр — Дмитрий Пыхачов
- Тапёр — Николай Зубковский

26 января 2004 год — возобновление в Санкт-Петербургском театре балета имени Леонида Якобсона
Действующие лица
- Маяковский — Олег Сидоров
- Зоя Берёзкина — Александра Бадина
- Присыпкин — Александр Акулов
- Эльзевира Ренессанс — Светлана Коваленко